# Baselle
Baselle è una località situata a nord di Castelnuovo Asolano, frazione di Asola, in provincia di Mantova.
La sua importanza è legata alle scoperte archeologiche di don Luigi Ruzzenenti del 1880 e del 1890, che hanno portato alla luce nella zona materiali ceramici di epoca preistorica e romana, oggetti di pietra e frammenti di corna di cervo, depositati al Museo Romano di Brescia.